# Morgan Sportès
Morgan Sportès, nacido el 12 de octubre de 1947 en Argel, es un escritor francés.
Ha publicado una veintena de libros que han suscitado el interés en intelectuales como Claude Lévi-Strauss o Guy Debord. Varios de sus libros han sido traducidos en español, italiano, portugués, griego, japonés, tailandés, alemán, ruso, húngaro, coreano, polaco y chino. 
Su libro L'Appât (en español, La carnaza) fue adaptado al cine por Bertrand Tavernier en 1995.
Su libro Tout, tout de suite ha sido adaptado por Richard Berry en 2015. 
Morgan Sportès ganó el premio de la Villa Kujoyama en 2000 y el premio Interallié en 2011.

## Biografía
Su padre es un judío argelino y su madre una católica bretona. Morgan Sportès vive en Argelia hasta 1962 cuando se proclama la independencia. Su madre cae en la locura paranoica y acaba su vida en un hospital psiquiátrico. De pequeño, Sportès escribe con la Remington de su padre para escapar a la locura de su madre.
Sportès estudia en la universidad Paris VII que califica de « trinchera estructuralo-maoísta ». Allí adopta una actitud de dandy, vestido con tweed con un paraguas verde para provocar a los otros estudiantes. Escribe durante un tiempo para la revista Detective.
Efectua su servicio militar en Asia lo cual le proporciona la inspiración para varios libros : Siam (1982) sobre sus aventuras entre drogas y mujeres en Tailandia, fábula sobre la mercantilización del mundo; Pour la plus grande gloire de Dieu (1995), novela sobre el Siam del siglo XVII; Tonkinoise (1995), novela histórica sobre la Indochina de la época de Pétain; Rue du Japon (1999), confesiones sobre sus « relaciones peligrosas» con una mujer japonesa.
Tras la publicación de La Dérive des continents (1984), nace una amistad entre Sportès y Guy Debord.
Su libro Tout, tout de suite trata del secuestro y asesinato en 2006 del joven judío francés Ilan Halimi por el "gang de los bárbaros", una banda implantada en un suburbio de París. Sportès muestra la miseria moral e intelectual de parte de la juventud contemporánea inmersa en el consumismo y la sociedad de masas, tema que ya había tratado en La carnaza.

## Obras

### En francés
- Siam, Paris, Éditions du Seuil, 1982.
- La Dérive des continents, Paris, Éditions du Seuil, 1984.
- Je t'aime, je te tue, Paris, Éditions du Seuil, 1985.
- Comédie obscène d'une nuit d'été parisienne, Paris, Éditions du Seuil, 1986.
- Le Souverain poncif, Paris, Éditions Balland, 1987.
- Outremer, Paris, Éditions Grasset, 1989.
- L'Appât, Paris, Éditions du Seuil, 1990.
- Pour la plus grande gloire de Dieu, Paris, Éditions du Seuil, 1993.
- Ombres siamoises, Paris, Éditions Mobius/H. Botev 1995.
- Tonkinoise…, Paris, Éditions du Seuil, 1995.
- Lu : roman historique d’inspiration marxiste-léniniste, Paris, Éditions du Seuil, 1997.
- Rue du Japon, Paris, Paris, Éditions du Seuil, 1999.
- Solitudes, Paris, Éditions du Seuil, 2000.
- Essaouira, Paris, Éditions du Chêne, 2001.
- Une fenêtre ouverte sur la mer, Paris, Éditions du Seuil, 2002.
- L'Insensé, Paris, Éditions Grasset & Fasquelle, 2002.
- Maos, Paris, Éditions Grasset & Fasquelle, 2006 (Prix Renaudot des lycéens 2006).
- Ils ont tué Pierre Overney, Paris, Éditions Grasset & Fasquelle, 2008.
- L'Aveu de toi à moi, Paris, Fayard, 2008[1]
- Tout, tout de suite, Paris, Fayard, 2011[2] - Prix Interallié 2011 - Globe de cristal 2012 du meilleur roman. La adaptación cinematográfica de Tout, Tout de suite rodada por Richard Berry sale en primavera de 2015.
- Ouvrage collectif, In situs, contribución de Morgan Sportès sobre los Situacionistas, Gruppen éditions, 2013.
- Revue GRUPPEN n°4, Hiver 2012, larga entrevista de Morgan Sportès.
- Le ciel ne parle pas, Fayard, 2017.

### Traducciones en español
- A mayor gloria de Dios : la aventura de los jesuitas en el reino de Siam